# Skövde centralstation
Skövde centralstation är en järnvägsstation längs Västra stambanan med fjärrtåg, regiontåg och godstrafik, belägen i centrala Skövde. En bussterminal är samlokaliserad med stationen, vilka tillsammans bildar Skövde Resecentrum. Stationen invigdes 1859 i samband med trafikstarten på stambanan. Stationen har varit en järnvägsknut, för Karlsborgsbanan och den smalspåriga Skövde-Axvalls Järnväg. Båda är nedlagda; den senare är sedan länge uppriven, medan Karlborgsbanan hade viss trafik fram till början av 2000-talet och ligger ofarbar kvar.
Det finns tre spår vid plattform varav spår 1 ligger i väster närmast stationshuset och normalt används för tåg som kommer från söder och ska mot norr, och spår 2 normalt för tåg som kommer från norr och ska mot söder (vänstertrafik), och spår 3 för tåg som har ändstation i Skövde.

## Historik

### Stambanan dras genom Skövde
Det var inte självklart att Västra stambanan mellan Stockholm och Göteborg skulle dras öster om Billingen och via Skövde. Enligt de ursprungliga planer som Adolf Eugène von Rosen presenterade 1847, skulle man istället bygga järnvägen väster om Billingen och förbi residensstaden Mariestad. För detta fanns stöd hos ortsbefolkningen i Mariestad, liksom hos landshövdingen. De finansiärer von Rosen hade i England fick dock kalla fötter vid finanskraschen där samma år, varför detta första försök att få till en järnväg gick om intet. 
Intresset att få en järnväg mellan rikets största städer var dock väckt, även om det var långt från enighet kring frågan om banans dragning. Frågan var i själva verket så infekterad att en delegation från Skövde blev brutalt utslängda från landshövdingens kontor när de besökte honom för att argumentera för en östlig dragning av järnvägen. I december 1853 uppvaktade därför en tolv man stark deputation från Skövde kung Oscar I för att framföra förtjänsterna med att bygga järnvägen med östligare dragning. Kronprinsen blev mycket intresserad och lovade påverka sin far till ett för Skövde positivt beslut.
I början av 1855 blev Nils Ericson utsedd att leda bygget av järnvägen, efter ständernas beslutat att staten skall påta sig ansvaret för byggandet av bland annat Västra stambanan. Ericson hade ett förflutet som kanalbyggare och var från början skeptisk till järnvägar överhuvudtaget.
Att bygga järnvägar nära kusten eller längs inre vattenleder var speciellt förkastligt enligt Ericson, då det skulle förminska värdet på de då nyligen etablerade trafikkanaler som gett mellansverige ett system av vattenvägar. Översten Nils Ericson fick även stöd för tanken bygga järnvägarna en bit från kusten av sina officerskollegor, då det skulle göra de mer svåråtkomliga för fientliga landstigningsföretag. 
Istället för att konkurrera med sjöfarten ansåg Ericson att man borde bygga statens järnvägar genom relativ obygd för att ge missgynnade orter ett uppsving. Idéerna kom att kondenseras till två kärnfulla motton, nämligen "anti kust" och "bryta bygd". Att dessa principer vann gehör hos rikets ledning fick stora konsekvenser för Skövde genom ett beslut stadfäst av Kunglig Majestät den 18 mars 1856; ett beslut med innebörden sträckningen av Västra stambanan skulle gå öster om Billingen.

### Station på västra stambanan

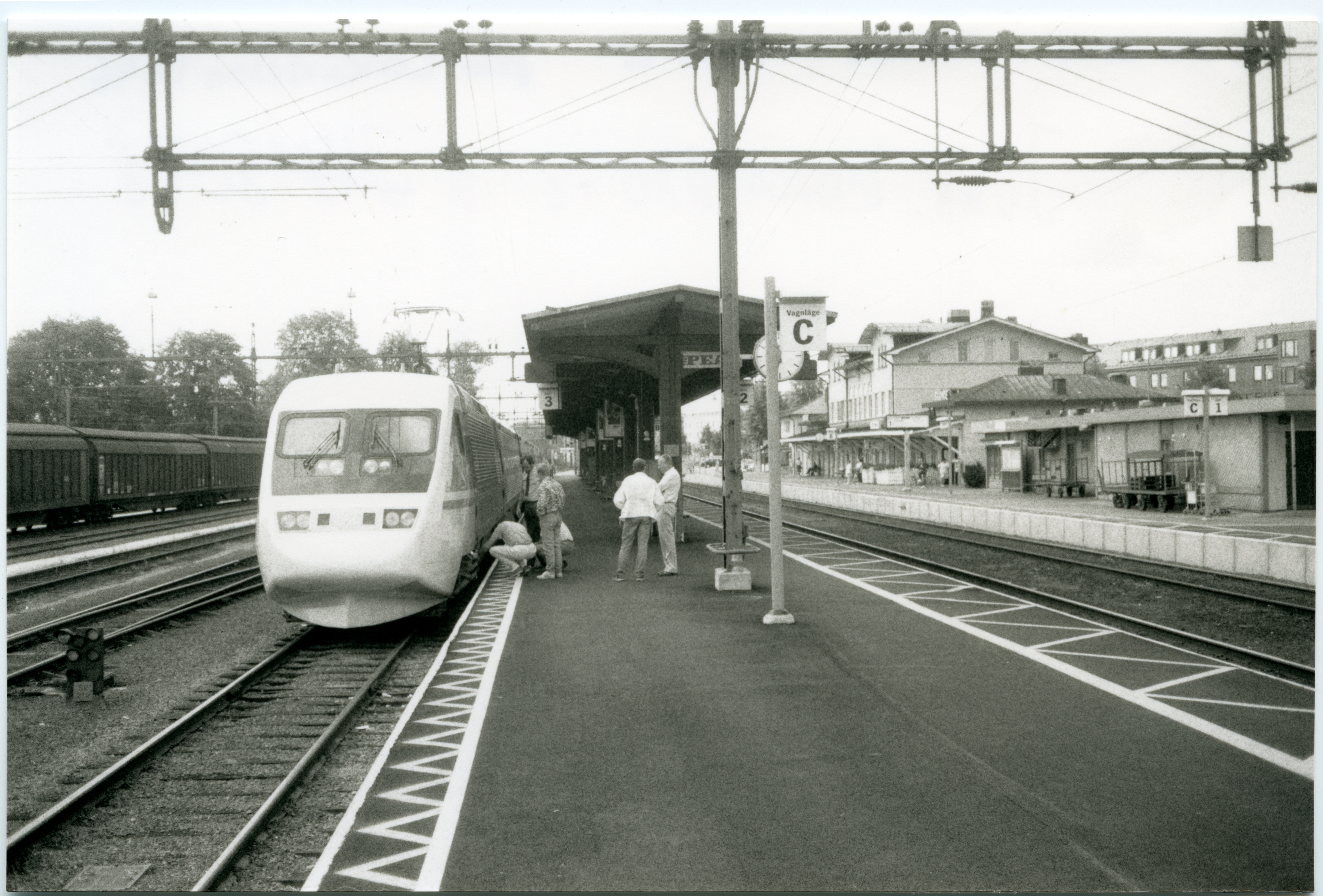
Stationen i juli 1990, innan 1990-talets ombyggnad genomfördes.

Adolf W. Edelsvärd fick så uppdraget att rita stationshuset som stod färdigt till trafikstarten på Västra stambanan den 1 september 1859. Huset är byggt efter i stort sett samma ritning som användes till Alingsås station. Från den 27 juli 1876 blev stationen även ändpunkt för statsbanan Skövde-Karlsborg, varpå man gjorde vissa tillbyggnader. Från 1904 blev Skövde C ändstation för Skövde-Axvalls Järnväg.
Elektrifieringen av Västra stambanan stod färdig i mars 1926 och de första elektriska tågen till Göteborg och Stockholm gick senare samma år. Året efter invigdes en stor ombyggnad av stationen. 1937 elektrifierades Karlsborgsbanan. 1945 invigdes den 16 km långa dubbelspårsstäckan mellan Stenstorp i söder och Skövde C samt 1950 den 10 kilometer långa sträckan upp till Ulvåker, båda trafikplatser längs VSB. 1956 var dubbelspåret färdigt till Göteborg och 1958 var det färdigt till Stockholm.

### Resecentrum
Namnet på stationen var formellt Skövde station fram till 27 maj 1990, då Banverket lade till "central-". Därefter genomfördes omfattande ombyggnader och i maj 1994 invigdes Skövde Resecentrum med bland annat en gångbro över spåren och invidliggande bussterminal.

## Anslutande järnvägar
Skövde-Axvalls Järnväg lades ner 1961 och revs upp 1967. Trafiken på Karlsborgsbanan upphörde helt 2003 och banan blev formellt nedlagd 2005. För nuvarande håller järnvägen på att rivas upp. Bland andra Föreningen Karlsborgsbanan och Svenska Järnvägsfrämjandet argumenterar för att banan skall rustas och åter tas i bruk samt inlemmas i det regionala kollektivtrafiksystemet. Borgerliga kommunpolitiker i Karlsborg håller med; i ett brev till Näringsdepartementet menar de bland annat att de utredningar som låg till grund för minskat underhåll och nedläggningen av persontrafiken 1986 rent allmänt byggde på antaganden om framtida efterfrågan på tågtrafik som själva tiden visat alltför pessimistiska. Trafikverket vill verkställa rivningen av banan - ett beslut som redan vunnit laga kraft - men medvetna om de förnyade diskussionerna kring banan har de begärt ett yttrande från Västra Götalandsregionen som beräknas 2012. Den första utredningen, som under senvåren och sommaren går på remiss till de berörda kommunerna, anger att det finns potential för godstransporter och att rustande av banan skulle öka kollektivtrafikens andel av resandet. Den rödgröna majoriteten i regionutvecklingsnämnden är principiellt positiva till järnvägssatsningar, men behöver innan nämndens beslut i september även veta hur mycket rustning av banan kostar för att kunna sätta satsningen i relation till andra angelägna projekt.

## Bildgalleri

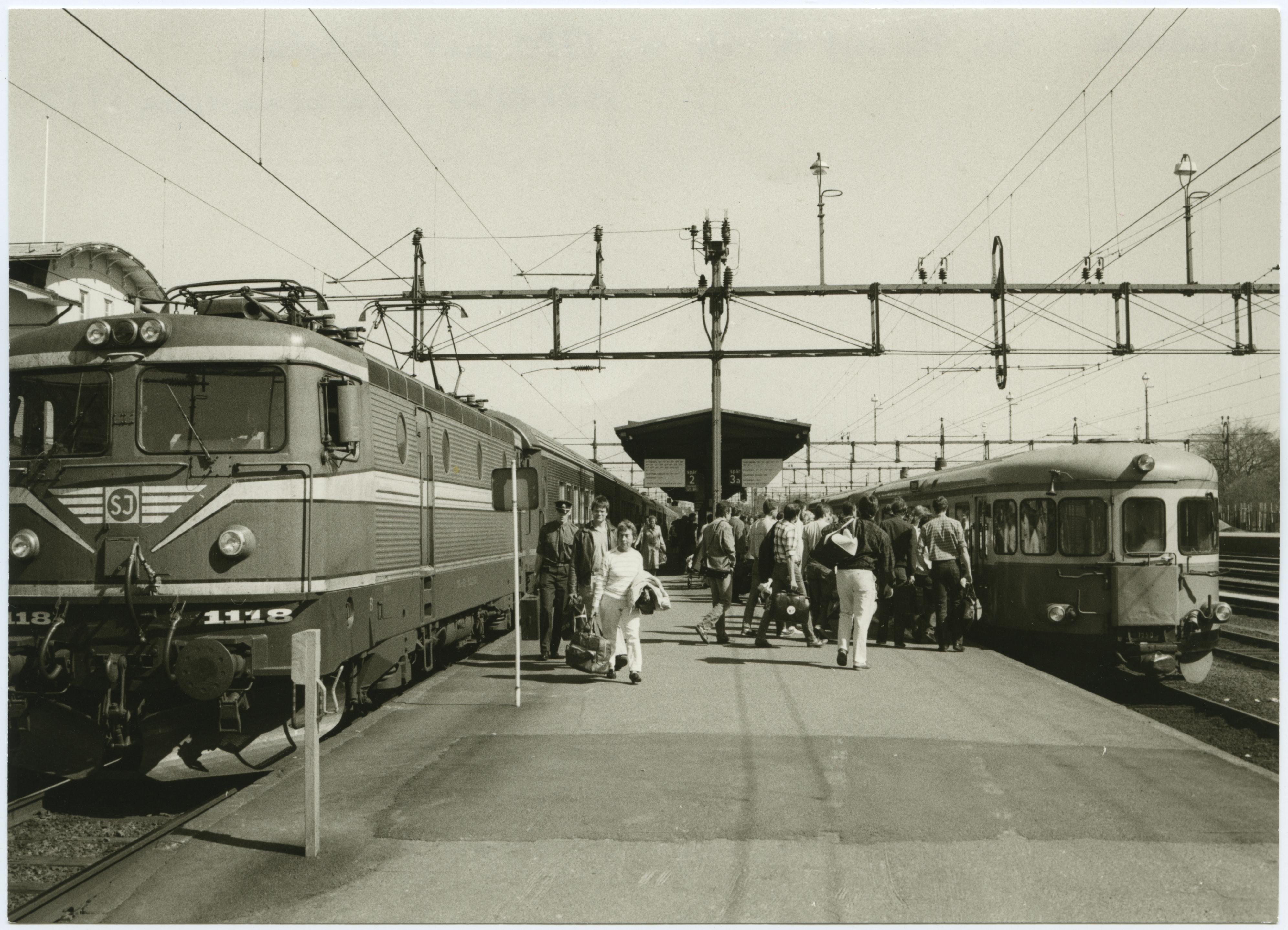
Plattform för spår 2 och 3 i maj 1986, flera år innan innan gångbron över spåren byggdes.
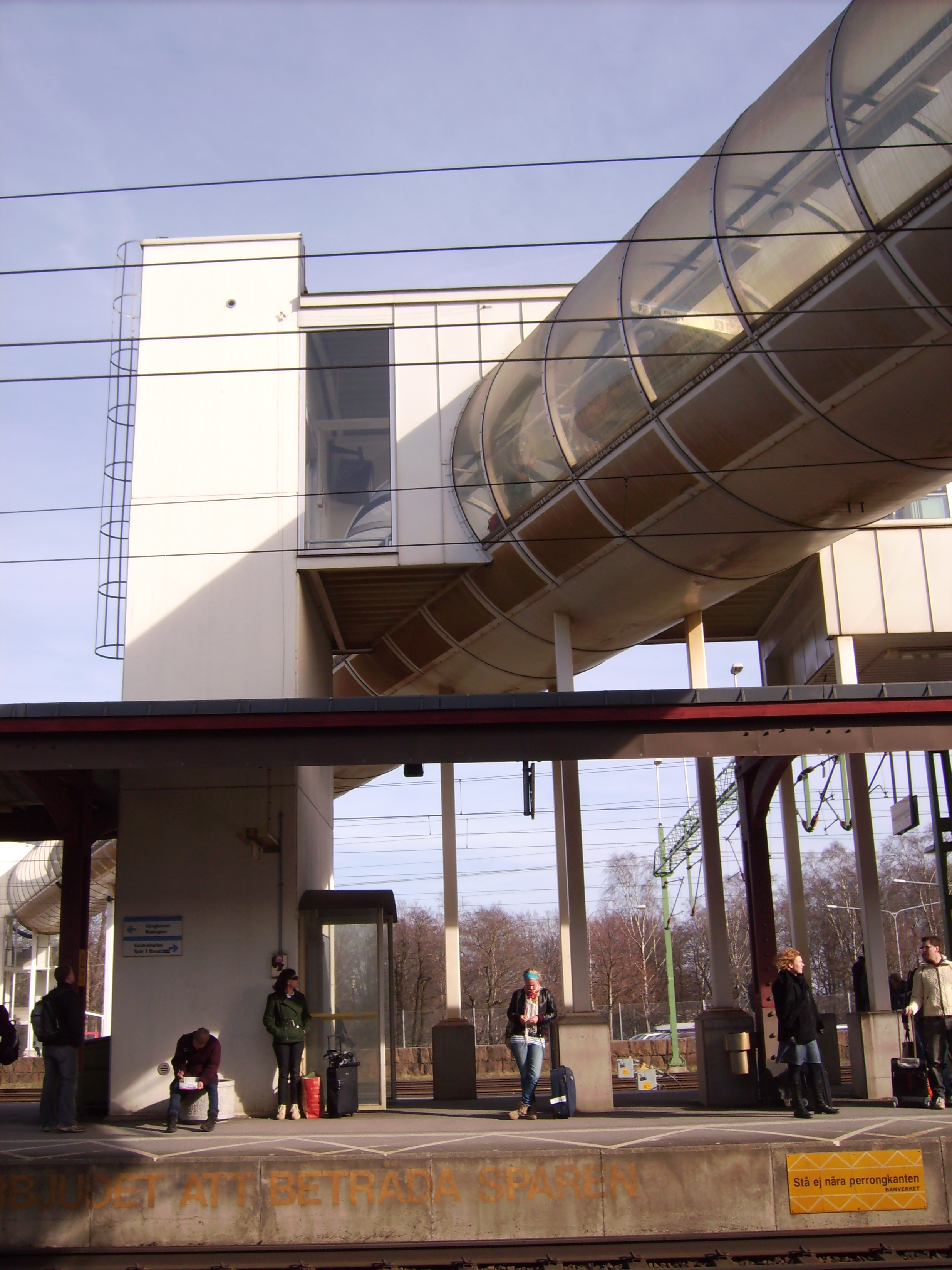
Den inglasade gången över spåren.
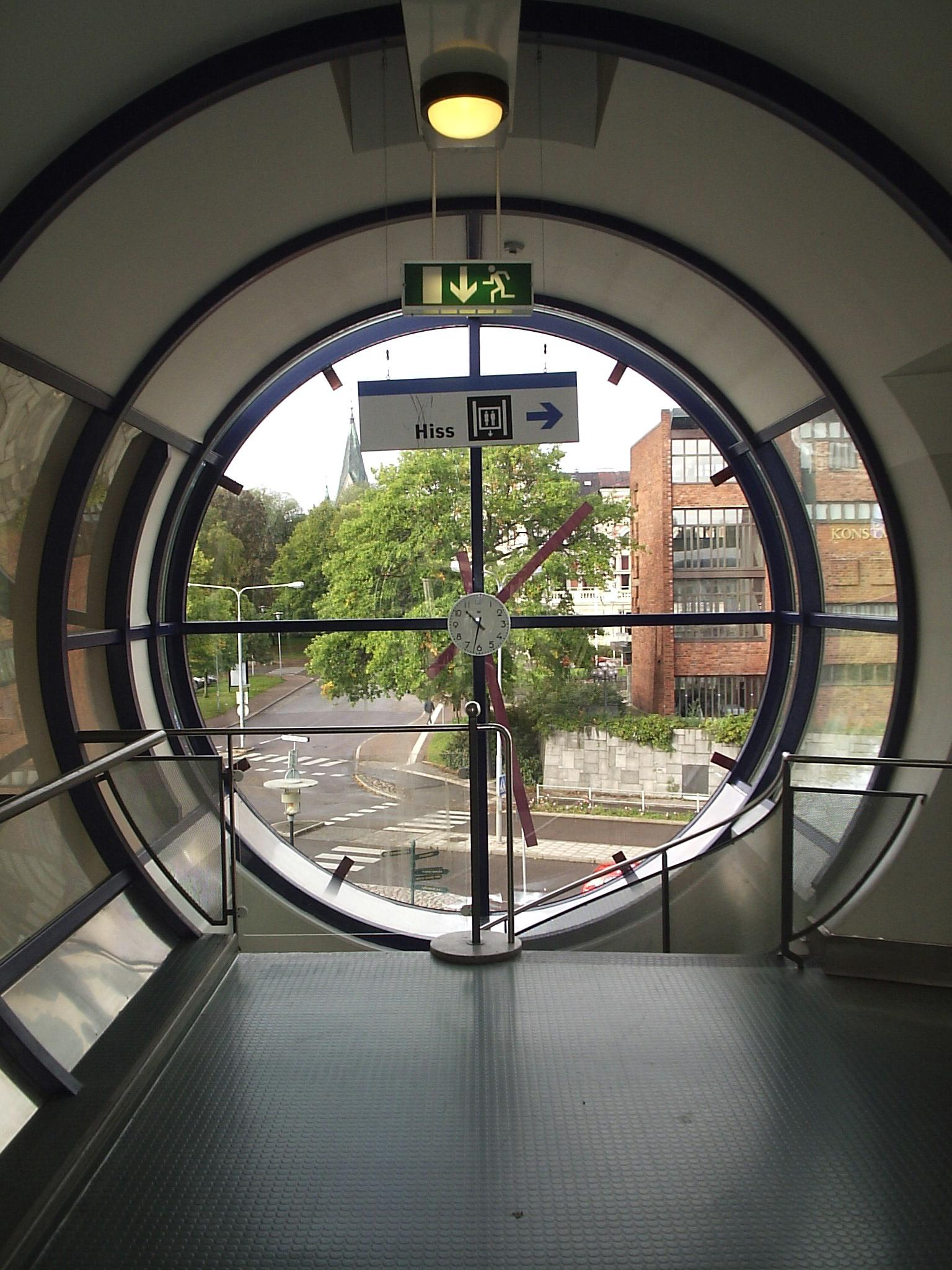
"Klockan"
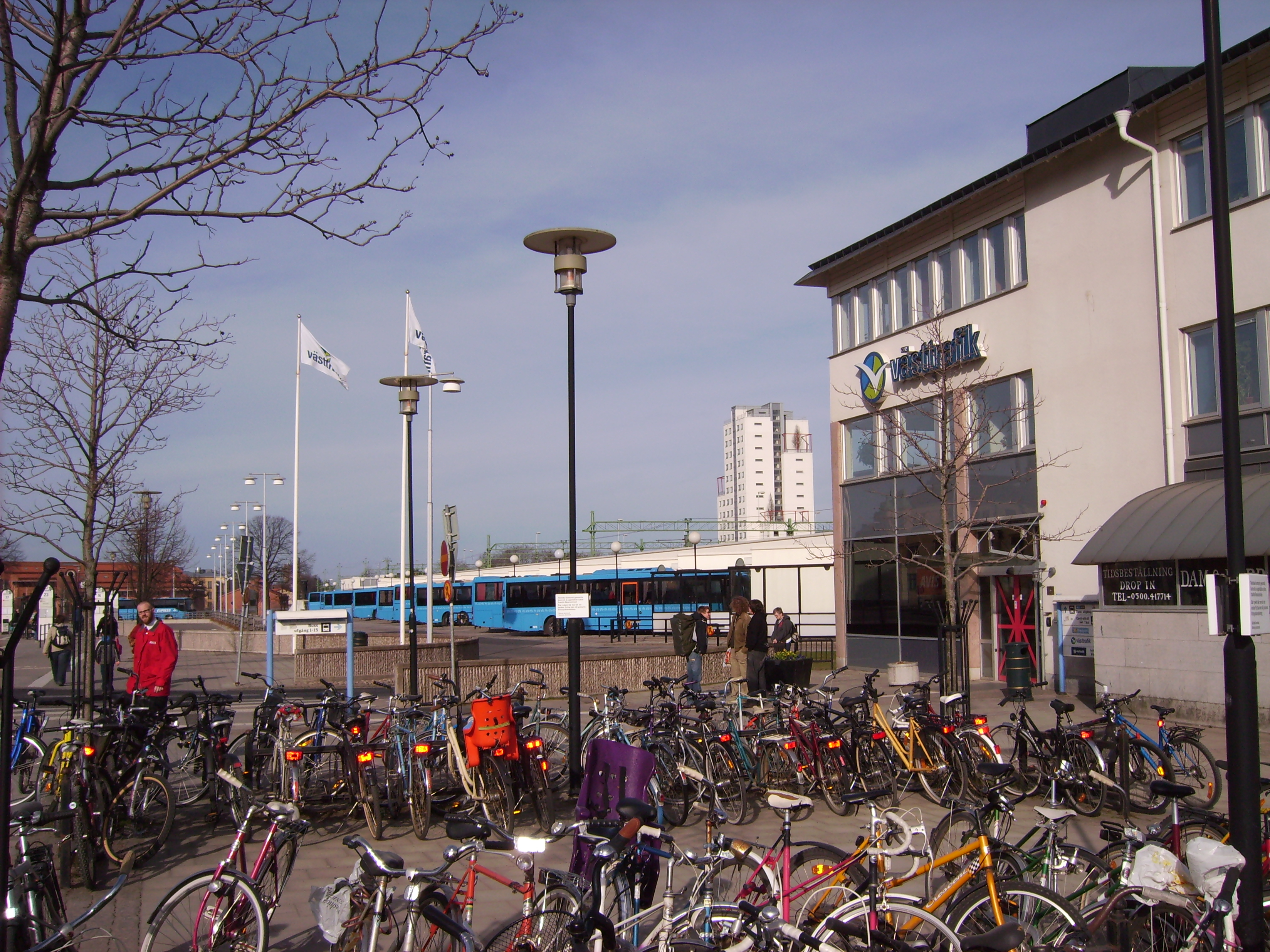
Bussterminalen.
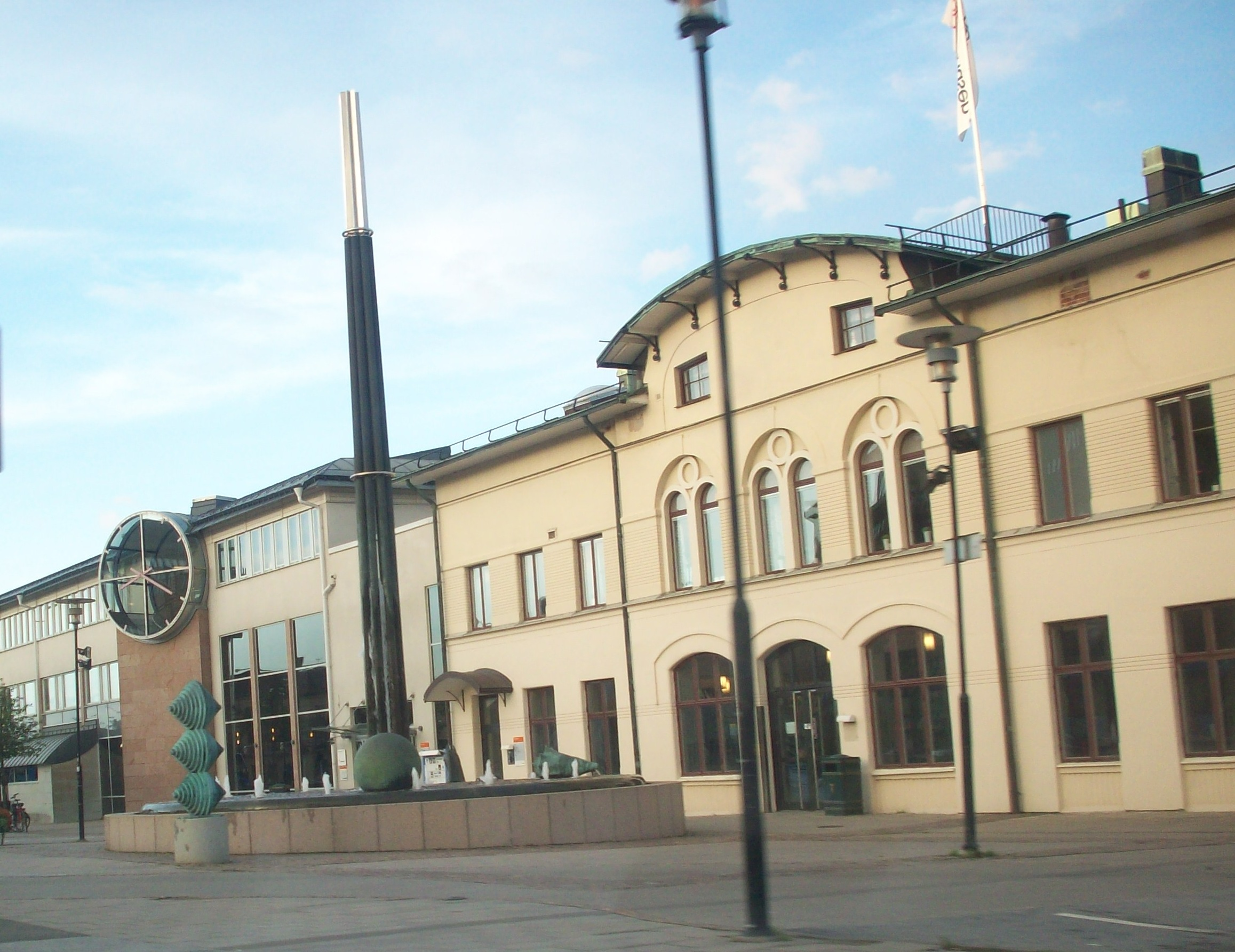
Stationshuset